# Lučiny

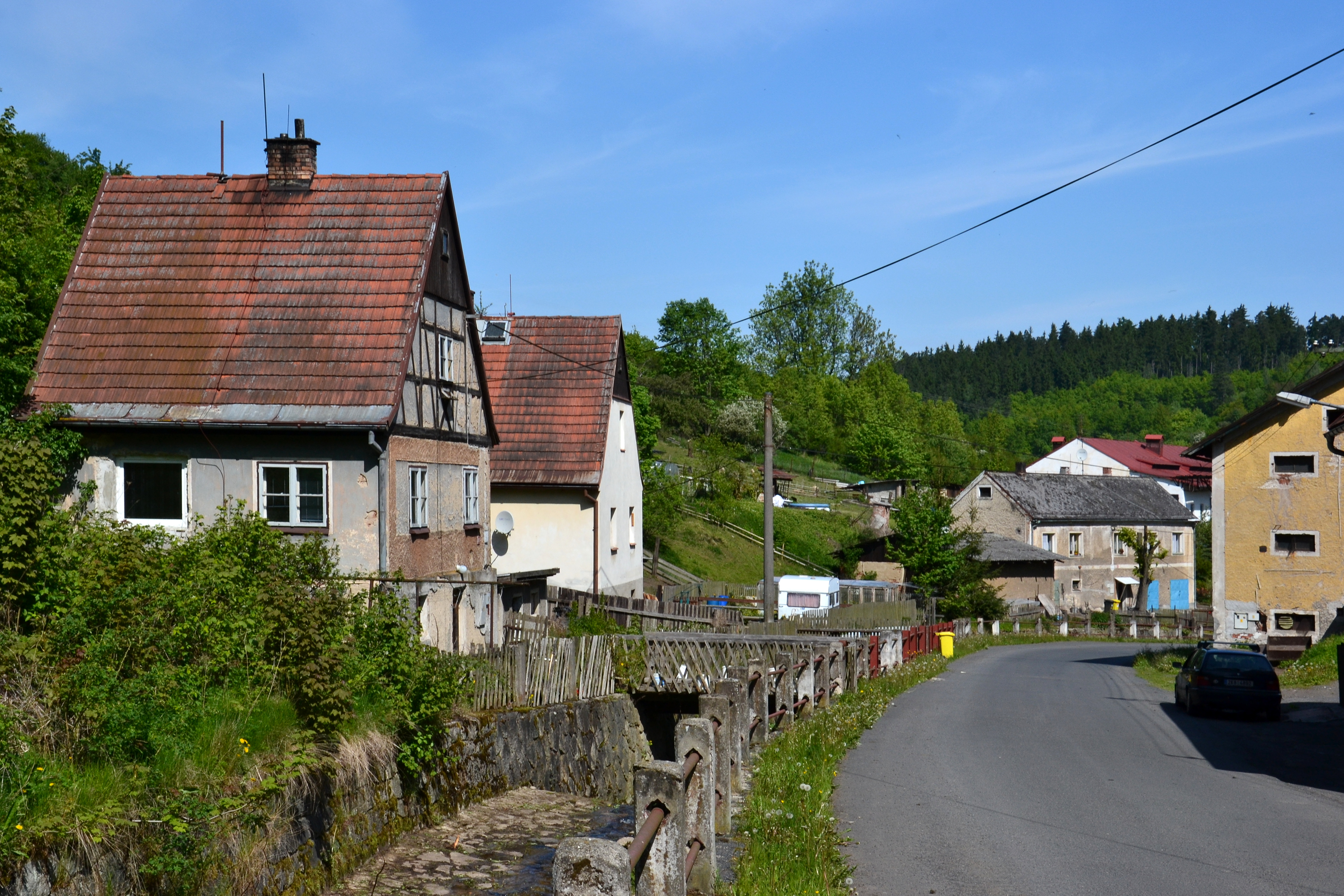
Dorfstraße

Lučiny, bis 1952 Hartmanov (deutsch Hartmannsgrün) ist ein Ortsteil und der Sitz der Gemeinde Doupovské Hradiště in Tschechien. Er liegt neun Kilometer östlich von Karlovy Vary am Rande des Truppenübungsplatzes Hradiště und gehört zum Okres Karlovy Vary.

## Geographie
Lučiny erstreckt sich in den westlichen Ausläufern des Duppauer Gebirges auf der Hradišťská hornatina (Burgstadtler Masse) im Tal des Lučinský potok (Hartmannsgrüner Bach). Nördlich erhebt sich der Lučinský vrch (Wäldlberg; 535 m n.m.), im Osten der Svěrák (700 m n.m.), südöstlich der Větrovec (Plodersberg; 902 m n.m.) und die Vysoká pláň (Hohe Egge, 890 m n.m.), im Süden der U Borovic (748 m n.m.) und die Podkova (Schottenberg, 749 m n.m.), westlich der Kamenný vrch (628 m n.m.), die Šemnická skála (Schömitzstein; 645 m n.m.) und der Šibeniční vrch (485 m n.m.) sowie im Nordwesten der Švédlův vrch (Schwedelberg; 550 m n.m.).
Nachbarorte sind Svatobor (Zwetbau) im Norden, Činov (Schönau) und Žalmanov (Sollmus) im Süden, Andělská Hora (Engelhaus) und Štichlův Mlýn (Stichelmühl) im Südwesten, Beraní Dvůr (Hammelhof) im Westen sowie Dubina (Eichenhof) im Nordwesten. Auf dem Militärgebiet liegen die Wüstungen: Stará Ves (Altdorf) und Dunkelsberg im Nordosten, Doupovské Mezilesí (Olitzhaus) und Dlouhá (Langgrün) im Südwesten.

## Geschichte
Das Waldhufendorf entstand im 13. Jahrhundert im Zuge der Kolonisation der Schömitzer Klostergüter durch das Kloster Ossegg und wurde wahrscheinlich nach seinem Lokator Hartmann benannt. Die erste schriftliche Erwähnung des Dorfes erfolgte am 31. Juli 1326, als der Abt Ludwig den Sohn des Schulzen in Hartmansgrüne, Wölflin, beauftragte, einen Wald bei Hartmannsgrün zu roden und dort das Dorf Schönau zu gründen. Nachdem Schömitz und weitere Dörfer dem Kloster während der Hussitenkriege entzogen und 1434 durch König Sigismund der Herrschaft Engelsburg zugeschlagen worden waren, trat Abt Johann V. 1465 Hartmansgrun an König Georg von Podiebrad ab. Dieser erweiterte 1466 die Herrschaft Engelsburg um zehn Dörfer und schenkte sie seinem Sohn Hynek. Nachfolgend wechselten die Besitzer der Herrschaft in rascher Folge. 1567 wurde das Dorf als Hartensgryn bezeichnet. Im Jahre 1570 erwarben die Herren Colonna von Fels die Herrschaft Engelsburg. Anna Colonna von Fels erteilte den Bewohnern von Hartmannsgrün in den Jahren 1578 und 1579 mehrere Privilegien und Freiheiten, darunter das freie Erbrecht. Nach der Schlacht am Weißen Berg wurde die Herrschaft Engelsburg 1622 als konfiszierter Besitz des Leonhard Colonna von Fels an Hermann Czernin von Chudenitz verkauft und 1623 der Herrschaft Gießhübel zugeschlagen. Während des Dreißigjährigen Krieges wurde das Dorf 1641 durch kaiserliche Soldaten niedergebrannt. In der berní rula von 1654 sind für Hartmansgryn 13 Bauern, sieben Chalupner, ein Gärtner sowie zehn Kleinhäusler auf der Gemeinde aufgeführt. Sämtliche Bauern und zwei der Chalupner hatten auch Waldbesitz. 1829 trat Johann Anton Hladik die Herrschaft Gießhübel gemeinschaftlich seiner Tochter Antonia und dem Schwiegersohn Wilhelm von Neuberg ab.
Im Jahre 1845 bestand das im Elbogener Kreis gelegene Dorf Hartmannsgrün aus 66 Häusern mit 530 deutschsprachigen Einwohnern. Pfarrort war Zwetbau. Bis zur Mitte des 19. Jahrhunderts blieb Hartmannsgrün der Herrschaft Gießhübel untertänig.
Nach der Aufhebung der Patrimonialherrschaften bildete Hartmannsgrün ab 1850 mit der Einschicht Teichwiesen eine Gemeinde im Gerichtsbezirk Buchau. Ab 1868 gehörte Hartmannsgrün zum Bezirk Luditz. Im Jahre 1869 bestand das Dorf aus 76 Häusern und hatte 617 Einwohner. 1872 nahm in Hartmannsgrün eine einklassige Dorfschule den Unterricht auf; sie wurde 1882 für den zweiklassigen Unterricht erweitert. Im Jahre 1900 hatte Hartmannsgrün 644 Einwohner, 1910 waren es 646.
Nach dem Ersten Weltkrieg zerfiel der Vielvölkerstaat Österreich-Ungarn, die Gemeinde wurde 1918 Teil der neu gebildeten Tschechoslowakischen Republik. Beim Zensus von 1921 lebten in den 101 Häusern von Hartmannsgrün 609 Deutsche. Der tschechische Ortsname Hartmanov wurde 1921 eingeführt.
1930 lebten in den 103 Häusern der Gemeinde 564 Personen; die Katastralfläche umfasste 1111 ha. Das Dorf erstreckte sich über eine Länge von drei Kilometern.
In Folge einer ungewöhnlichen Kälte lag im Duppauer Gebirge im April 1938 noch eine dicke Schneedecke; zum Ende des Monats brachte diese ein fünftägiger Dauerregen zur Schmelze. Der Hartmannsgrüner Bach konnte die Wassermassen nicht mehr fassen und überflutete am 28. April das Dorf, wobei eine Frau in den Fluten starb. Das Hochwasser riss eine Brücke fort und zerstörte oder beschädigte 21 Häuser. Nachfolgend wurde über vier Jahre eine Regulierung des Baches begonnen, auf einem 200 m langen Abschnitt im Dorf wurde er wegen der Uferabbruchsgefahr unterirdisch kanalisiert. Oberhalb des Dorfes entstanden zwei Rückhaltebecken, außerdem wurden im Bach mehrere Dämme zur Verringerung der Fließgeschwindigkeit angelegt. Die meisten der Schäden wurden jedoch wegen des Kriegsausbruches und der nachfolgenden politischen Ereignisse nie behoben.
Nach dem Münchner Abkommen wurde Hartmannsgrün im Oktober 1938 dem Deutschen Reich zugeschlagen und gehörte bis 1945 zum Landkreis Luditz. Im Jahre 1939 hatte die Gemeinde 517 Einwohner. Nach dem Ende des Zweiten Weltkrieges kam Hartmanov zur wiedererrichteten Tschechoslowakei zurück.
Nach der Aussiedlung der deutschen Bewohner wurde Hartmanov nur sehr schwach wiederbesiedelt. Die Geschäfte der Gemeinde führte eine örtliche Verwaltungskommission (Místní správní komise, MSK); die Bildung eines örtlichen Nationalausschusses (MNV) kam offensichtlich wegen der Verödung des Dorfes nicht zustande. Im Zuge der Gebietsreform von 1948 wurde der Okres Žlutice auflöst und die Gemeinde zum 1. Februar 1949 dem Okres Karlovy Vary-okolí zugeordnet. 1949 bestand im Haus Nr. 8 eine Schule, außerdem ist auch eine Feuerwehr nachweislich. Am 30. Dezember 1949 beschloss der Bezirksnationalausschuss Karlsbad die Zusammenlegung von Hartmanov, Sedlečko, Šemnice und Pulovice zu einer Gemeinde Šemnice, die am 2. April 1950 im Amtsblatt der Tschechoslowakischen Republik bekannt gemacht wurde. Durch das zuständige Innenministerium wurde in diesem Zuge – und auch später – keine Änderung des amtlichen Ortsnamens von Hartmanov bekanntgegeben. Im Jahre 1950 lebten in den 76 Häusern von Hartmanov nur noch 69 Personen. Im Gemeindeverzeichnis der tschechischen Länder (Seznam obcí zemích Českých) vom 1. Juli 1952 wurde bei der Gemeinde Šemnice erstmals – anstelle von Hartmanov – eine Ansiedlung (osada) Lučiny aufgeführt. Eine Urkunde über die Umbenennung und deren genauer Zeitpunkt ist im Staatlichen Bezirksarchiv Karlsbad nicht nachweisbar.
1953 erfolgte die Absiedlung des Dorfes und seine Eingliederung in den neuen Truppenübungsplatz Hradiště. Im Gegensatz zu den im Innern des Militärgebiets gelegenen Ortschaften blieb Lučiny von der völligen Zerstörung verschont; ein Teil der Häuser wurde von Beschäftigten des Truppenübungsplatzes, insbesondere Forstleuten, bewohnt. Die ungenutzten Häuser wurden abgerissen, von der ursprünglichen Bebauung sind 16 Häuser, zwei Scheunen und das Spritzenhaus erhalten. Im Zuge der Gemeindegebietsreform von 1960 wurde der Truppenübungsplatz dem Okres Karlovy Vary zugeordnet. Beim Zensus von 2001 bestand Lučiny aus 15 Häusern und hatte 79 Einwohner.
Im Zuge der Verkleinerung des Truppenübungsplatzes Hradiště wurde Lučiny mit Beginn des Jahres 2016 aus dem Militärgebiet ausgegliedert und Teil der neuen Gemeinde Doupovské Hradiště. Lučiny ist Sitz der Militärforstverwaltung Dolní Lomnice, im Dorf bestehen Werkstätten der Vojenské lesy a statky ČR und eine Stallanlage des Militärgutes Bražec.

## Ortsgliederung
Der Ortsteil Lučiny ist Teil des Katastralbezirkes Doupovské Hradiště.

## Sehenswürdigkeiten
- Lučinsko-svatoborské vodopády, zwei Wasserfälle am Zusammenfluss der Bäche Lučinský potok (Hartmannsgrüner Bach) und Svatoborský potok (Zwetbauer Bach), nordwestlich des Dorfes. Die beiden Bäche stürzen dort über 3,5 bzw. 2 Meter in die Tiefe
- Klamm des Lučinský potok oberhalb von Dubina, der Bach bildet unterhalb des Wasserfalls auf seinem Weg in den Egergraben auf 20 m Länge einen 3 bis 4 m tiefen Einschnitt durch den Granit[10]